# Festival de la galette de sarrasin de Louiseville
 (novembre 2014).
Si vous disposez d'ouvrages ou d'articles de référence ou si vous connaissez des sites web de qualité traitant du thème abordé ici, merci de compléter l'article en donnant les références utiles à sa vérifiabilité et en les liant à la section « Notes et références ».

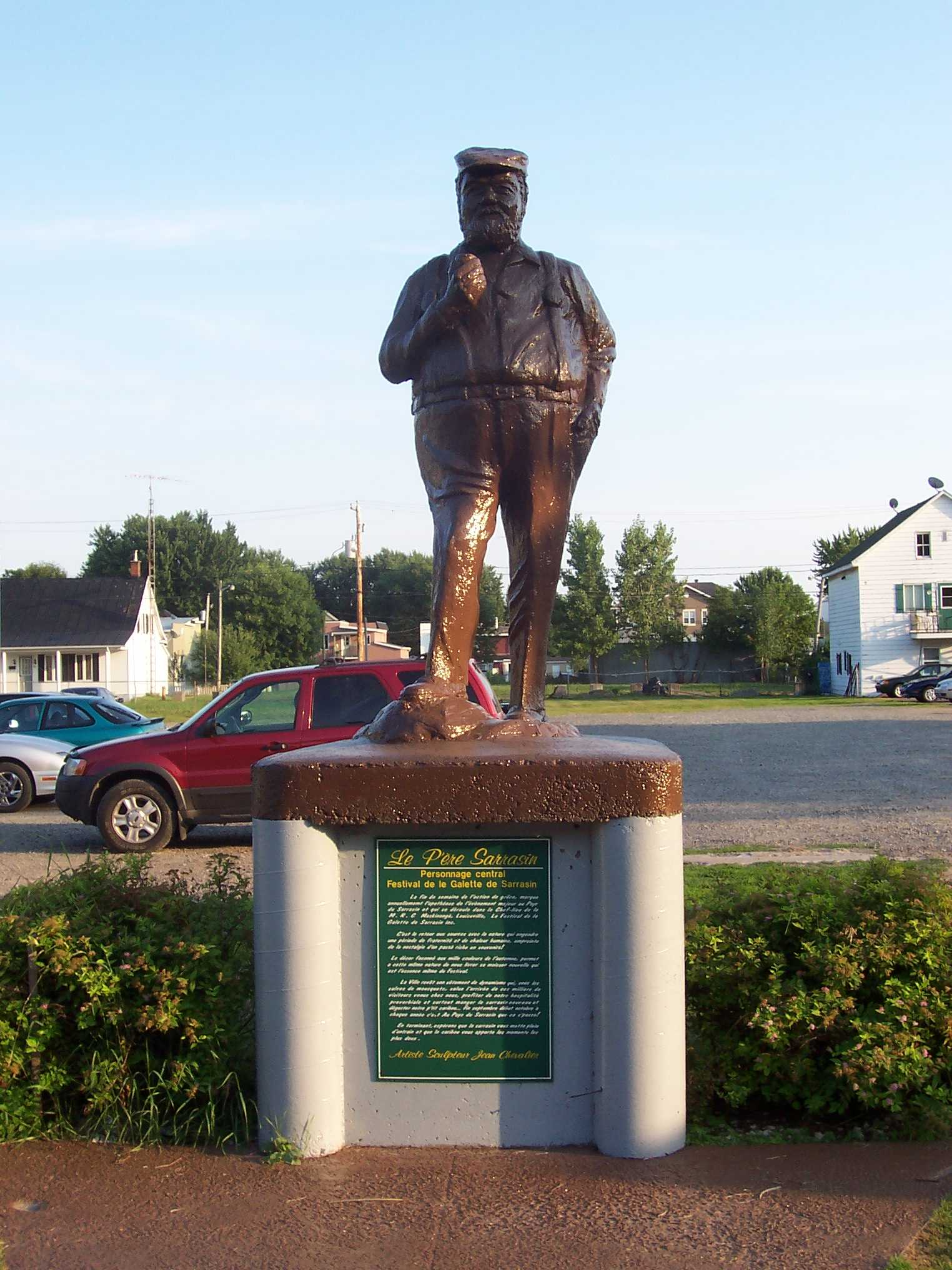
Statue du Père Sarrasin, personnage du Festival de la galette de sarrasin de Louiseville, 2007.

Le festival de la galette sarrasin de Louiseville est un événement annuel célébrant la richesse naturelle qu'est le sarrasin dans la région de Louiseville au Québec. L'idée de cet événement est due à Roland Bellemare qui voulait profiter de la culture du sarrasin se produisant dans son coin de pays en lui développant un attrait touristique en son honneur.

## Historique

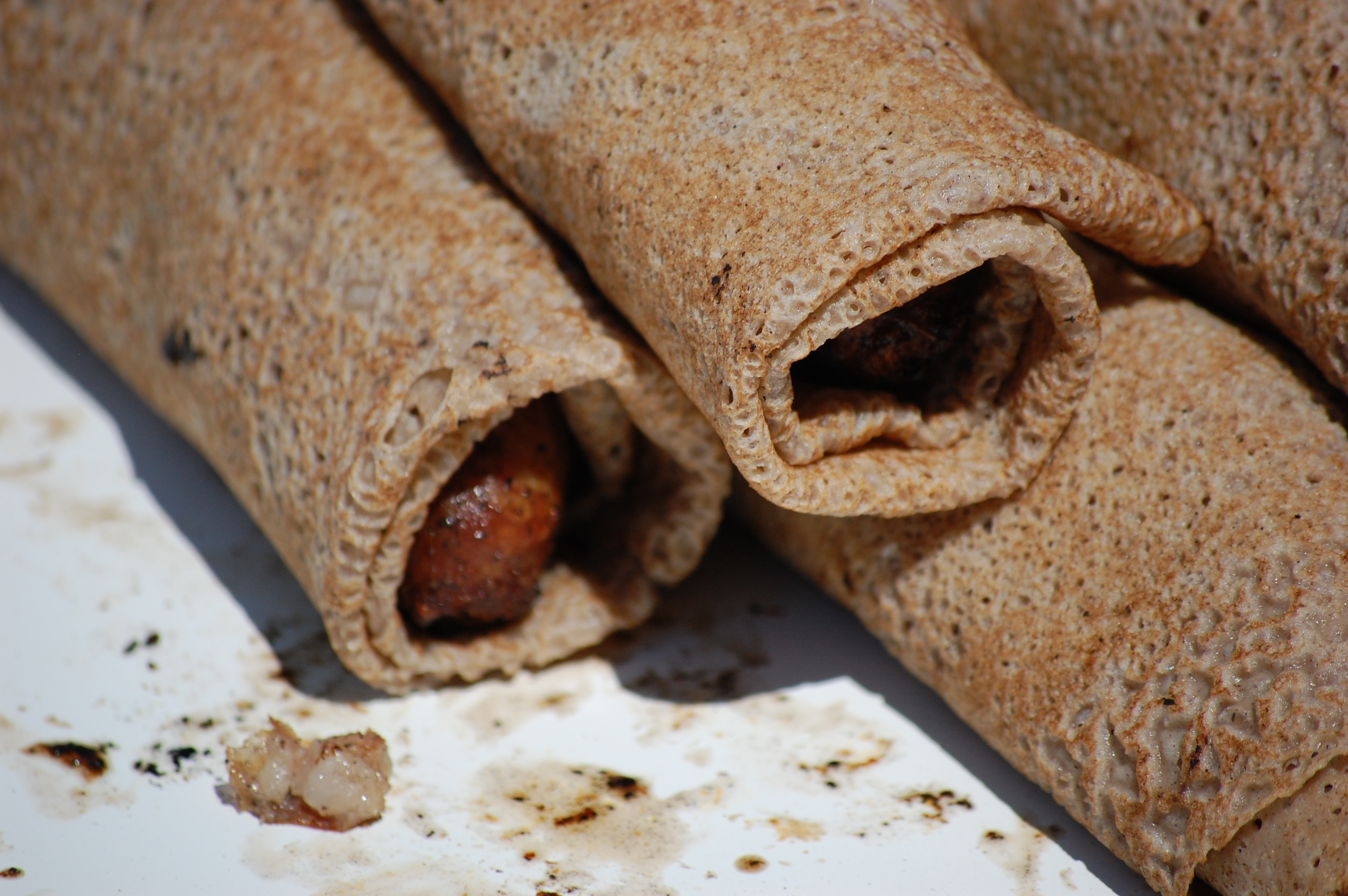
La galette-saucisse du festival, depuis 1978.

Le premier festival en l'honneur de la culture du sarrasin a eu lieu en 1978 et, au fil du temps, le sarrasin a retrouvé son prestige et plusieurs milliers de visiteurs se rendent à Louiseville chaque année pour célébrer sa récolte. Le festival a même influencé les agriculteurs qui sont de plus en plus nombreux a cultivé le sarrasin sur leurs terres. L'exportation du sarrasin se fait même jusqu'au Japon désormais.
Ce festival folklorique se déroule chaque année au cours des dix jours précédant l'Action de grâce de cet attrait de la région de la Mauricie au Québec n'a pas toujours été d'une envergure aussi importante qu'aujourd'hui. Auparavant, aucun festival n'était mit en place, ce n'était que des soupers populaires qui se nommaient « Soupers des Gueux », ce nom signifie soupers des pauvres. Ces « Soupers des Gueux » était organisé à l'intention des agriculteurs et de la population louisevilloise et n'étaient que des repas où l'on servait de la galette de sarrasin, des cretons, du rôti de lard et d’une fricassée de pommes de terre.
Le Festival de la Galette de Sarrasin de Louiseville a extrêmement aidé à l'image du sarrasin car dans les années 1940 et 50, le télé-roman Les Belles Histoires des pays d'en haut de Claude-Henri Grignon véhiculait une image plutôt négative du sarrasin, en représentant le sarrasin comme un aliment réservé au pauvre. Avec l'aide du festival le sarrasin a retrouvé son prestige d'antan quand en Belgique les Belges cultivaient le sarrasin parce que cette culture n'était pas soumis à l’impôt. Aujourd'hui, l'image de la culture a changé à un tel point que les récoltes de sarrasin fait chaque année ont de la difficulté à répondre à la demande.

### Activités
Aujourd'hui, de nombreuses activités s'y déroulent : des spectacles de musique de tout genre, des dégustations de produits du terroir, un défilé, le couronnement de la Reine-Meunière, et des activités diverses pour toute la famille figurent durant les dix jours du festival.